# Test implicitních asociací
Test implicitních asociací neboli Implicitní asociační test (zkratka IAT) je metrika sociální psychologie, jejímž cílem je zjistit sílu podvědomé asociace (přiřazení) mezi mentálními reprezentacemi objektů v lidské paměti a odhalit tak přesvědčení, k nimž zkoumaný člověk nemá vědomý přístup. Cílem výzkumu bývá odhalit takzvanou implicitní předpojatost nebo implicitní stereotypy jedinců, skupin i etnik. Mezi témata výzkumu patří například pohlaví, rasa, věda, kariéra, váha, sexualita a postižení.
Češi jsou například podle průzkumu university v Harvardu z května 2017 nejrasističtějším a nejnesnášenlivějším národem v Evropě. Výzkum byl uskutečněn právě jako Test implicitních asociací.

## Průběh testu
Respondenti kliknou na jednu ze dvou kláves počítače a roztřídí podněty do souvisejících kategorií. Pokud se kategorie zdají být respondentovi konzistentní, bude čas potřebný ke kategorizaci podnětů kratší, než když se kategorie zdají být nekonzistentní. Implicitní asociace existuje, když respondentovi trvá déle, než odpoví na párování do nekonzistentní, než na párování do konzistentní kategorie.

## Historie
IAT byl představen ve vědecké literatuře v roce 1998 Anthony Greenwaldem, Debbie McGhee a Jordan Schwartzem.
Od svého původního data zveřejnění byl klíčový článek IAT citován více než 4 000krát,, což z něj činí jeden z nejvlivnějších psychologických výzkumů za posledních několik desetiletí.